# Royal Caribbean International
La Royal Caribbean International (RCI) est une compagnie maritime américano-norvégienne spécialisée dans les navires de croisières. Elle est basée à Miami en Floride.

La compagnie est inscrite sous le nom de Royal Caribbean Cruises Ltd. dans le registre de commerce à Monrovia, au Liberia.
Royal Caribbean International est une marque de la Royal Caribbean Cruise Line qui possède 26 navires opérationnels. Les noms de tous ses navires se terminent en of the Seas.
Celebrity Cruises, Pullmantur Cruises et Croisières de France font également partie de Royal Caribbean et l'entreprise a des parts dans Island Cruises (en).

Ses zones de navigation sont principalement les Antilles et les Caraïbes. Des croisières sont aussi organisées en Europe (Méditerranée et pays scandinaves), en Asie, en Amérique du Sud, en Australie, au Canada et en Alaska.
Elle est actuellement la propriété de la famille Pritzker.

## Histoire
La Royal Caribbean Cruise Line a été fondée en 1968 par Anders Wilhelmsen & Company, I. M. Skauge & Company et Gotaas Larsen qui sont toutes les trois des sociétés maritimes norvégiennes.

Deux ans plus tard la nouvelle compagnie met en service son premier navire, le Song of Norway. L’année suivante le Nordic Prince est présenté et en 1972 le Sun Viking.

Quatre ans après le Song of Norway est  rallongé de 25 mètres environ. La société Royal Caribbean atteint une renommée mondiale quand en 1982 le Song of America, dans l’ordre de grandeur, devient le troisième  navire du monde à être inauguré. En 1986 la Royal Caribbean Cruise Line acquiert un terrain côtier à Haïti. La nouvelle destination s’appelle Labadee et les clients de la Royal Caribbean Cruise Line peuvent s’y rendre en exclusivité.
L'OPA lancée par Carnival Cruise Line sur RCL échoue finalement. Alors que Skaugen et Gotaas Larsen sont d’accord pour accepter l’offre, Wilhelmsen la repousse avec l'aide du groupe hôtelier Hyatt. Les deux partenaires sont maintenant les seuls propriétaires de la Royal Caribbean Cruise Line.

En 1988 la Royal Caribbean Cruise Line fusionne avec Admiral Cruise et devient Royal Admiral Cruises mais elle reprendra son nom initial plus tard. Après une restructuration de l’entreprise, le Sovereign of the Seas, le plus grand navire de croisière de son temps, construit en France à Saint-Nazaire par les Chantiers de l'Atlantique, est mis en service. Deux ans après le Nordic Empress et le Viking Serenade rejoignent la flotte et l’entreprise continue son expansion. Dans la même année la Royal Caribbean Cruise Line acquiert sa deuxième destination privée, Little Stirrup Cay, dont le nom est changé en Coco Cay.
L’année suivante le Monarch of the Seas prend la mer, le troisième bateau de la catégorie Sovereign. Le Majesty of the Seas est prêt un an plus tard. La capacité élevée du nombre de passagers et la part du marché qui s’accroissent encouragent la RCCL en 1993 d’aller à la Bourse. Dans les années qui suivent, l’expansion de l’entreprise continue. Le nouveau siège principal à Miami s’achève. L'année 1995 voit la livraison du premier navire de la classe « Vision », le Legend of the Seas construit aux Chantiers de l'Atlantique à Saint-Nazaire.
L’entreprise fait du bénéfice et deux nouveaux bateaux quittent le chantier naval, le Splendour of the Seas et le Grandeur of the Seas. En 1996 la compagnie signe un contrat avec Aker Yards pour faire construire de nouveaux navires ayant une capacité de 130 000 tonneaux. Le premier bateau de la société, le Song of Norway est vendu et deux nouveaux bateaux de la catégorie Vision sont mis en service, le Rhapsody of the Seas et l'Enchantment of the Seas.
L’entreprise achète Celebrity Cruises et change le nom Royal Caribbean Cruise Line en Royal Caribbean International. L’année suivante le Song of America et le Sun Viking sont retirés. En 1998 le Vision of the Seas prend la mer, le dernier navire de la classe Vision.
En 1999 le Voyager of the Seas quitte le chantier naval. C’est à ce moment  le plus grand navire du monde et il attire l’attention des médias. Suivent l'Explorer of the Seas et le premier bateau de croisière écologique, le Radiance of the Seas, ainsi que la nouvelle destination, l'Alaska. En 2002, le Navigator of the Seas et le Brilliance of the Seas, le deuxième bateau de la classe Radiance, sont lancés.
En 2003, RCCL lance un projet de fusion avec la compagnie britannique P&O Cruises, branche croisière du groupe P&O, projet accepté par les actionnaires. Cependant, le leader mondial, Carnival offre alors 5,67 milliards de US-dollars tout en actions et remporte finalement la mise, accroissant considérablement son périmètre. RCCL échoue donc dans sa tentative de concurrencer Carnival au niveau international.
On installe des murs d’escalade sur le Serenade of the Seas et le Mariner of the Seas. Ces murs sont dorénavant un insigne de marque de la Royal Caribbean. Le Jewel of the Seas est lancé en 2004, le Nordic Empress est rénové et prend le nom de Empress of the Seas. En 2004 aussi, l'Enchantment of the Seas est agrandi de 22 mètres.
En novembre 2006 RCCL achète Pullmantur Cruises à Madrid.

## Flotte
Chaque paquebot de Royal Caribbean inclut au moins un mur d'escalade, des bars, des lounges, des spas, des salles de gymnastique, une salle à manger principale et d'autres restaurants. Sur tous ses paquebots, la ligne de croisière offre un service de garde d'enfants avec activités appelé Adventure Ocean.
La compagnie a fait construire ses navires dans trois chantiers depuis 1994 :
- Chantiers de l'Atlantique de Saint-Nazaire en France ;
- Meyer Turku Shipyard de Turku en Finlande ;
- Meyer Werft de Papenbourg en Allemagne.

La flotte actuelle se compose de :

### Classe Icon
Cette classe compte 2 navires, elle offre ses services de croisière depuis janvier 2024. Elle surpasse la Classe Oasis et propose les plus grands paquebots jamais construits.
- Icon of the Seas
- Star of the Seas
- Legend of the Seas (2026)
- Icon 4 (2027)
- Icon 5 et 6 (options)

### Classe Oasis
Cette classe compte 7 navires, elle offre ses services de croisière depuis l'automne 2009. Elle surpasse la Classe Freedom par sa grandeur, son tonnage et sa capacité de passagers.
L’Oasis of the Seas et l’Allure of the Seas ont été construits par STX en Finlande, l’Harmony of the Seas, le Symphony of the Seas, le Wonder of the Seas et l’Utopia of the Seas ont été construits par les Chantiers de l'Atlantique à Saint-Nazaire (France) où un septième est commandé pour 2028.
- Allure of the Seas
- Oasis of the Seas
- Harmony of the Seas
- Symphony of the Seas
- Wonder of the Seas
- Utopia of the Seas
- Oasis 7 (2028)

### Classe Quantum
La classe Quantum compte 5 navires :
- Quantum of the Seas
- Anthem of the Seas
- Ovation of the Seas
- Spectrum of the Seas
- Odyssey of the Seas (en)

### Classe Freedom
La classe Freedom compte 3 navires :
- Freedom of the Seas
- Independence of the Seas
- Liberty of the Seas

### Classe Voyager
La classe Voyager compte 5 navires :
- Adventure of the Seas
- Explorer of the Seas
- Mariner of the Seas
- Navigator of the Seas
- Voyager of the Seas

### Classe Radiance

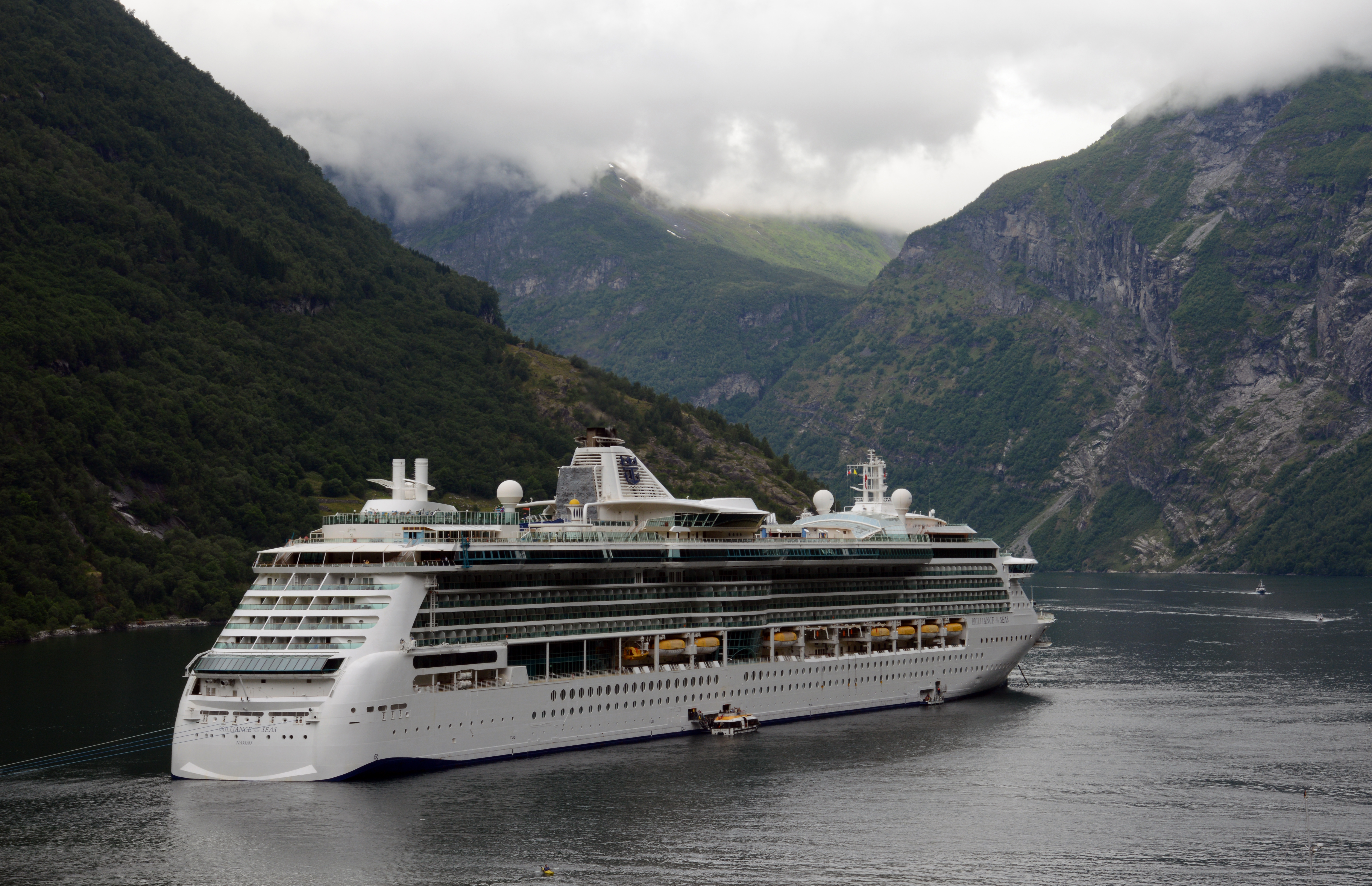
Brillance of the Seas dans le fjord de Geiranger (Norvège).

Cette classe compte 4 navires :
- Brilliance of the Seas
- Jewel of the Seas
- Radiance of the Seas
- Serenade of the Seas

### Classe Vision
4 navires composent encore cette classe car 2 navires l'ont déjà quitté :
- Enchantment of the Seas
- Grandeur of the Seas
- Rhapsody of the Seas
- Vision of the Seas

## Anciens navires

### Classe Sovereign

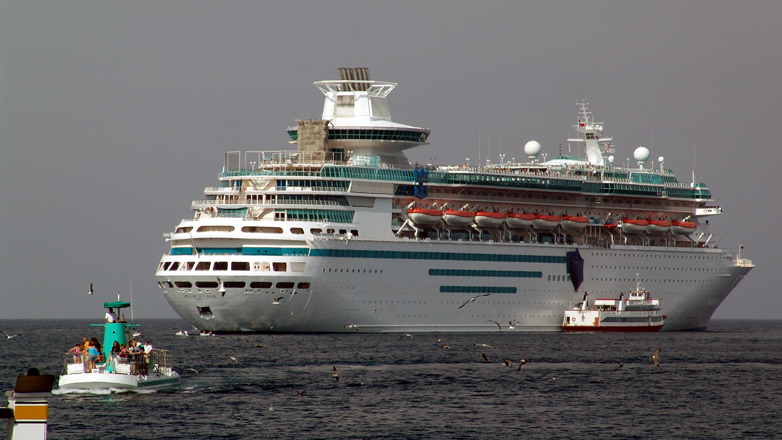
Monarch of the Seas.

Trois navires ont composé cette classe :
- Sovereign of the Seas (1988-2020)
- Monarch of the Seas (1991-2020)
- Majesty of the Seas (1992-2020)

### Classe Vision
2 navires de cette classe ont quitté la flotte, 4 sont encore en service chez RCI :
- Legend of the Seas (1995-2017)
- Splendour of the Seas (1995-2016)

### Classe Song of Norway
- Song of Norway (1970–1997)
- Nordic Prince	(1971–1995)
- Sun Viking (1972–1998)

### Autres navires
- Song of America (1982–1999)
- Viking Serenade (1990–2002)
- Empress of the Seas (1990–2008) et (2016–2020)

## Impacts environnementaux
L'organisation européenne Transport et Environnement estime en 2019 que l’ensemble des navires de la société émettent quatre fois plus de pollution par les SOx que l'ensemble de voitures en Europe. Les villes portuaires les plus touchées sont principalement localisées en mer Méditerranée : Barcelone, Palma de Majorque et Venise. Les pays les plus touchés sont l'Espagne, l’Italie, la Grèce, la France, et la Norvège.